# Temera hardwickii
La raya dormilona sin aleta (Temera hardwickii) es una especie de raya eléctrica de la familia Narkidae y el único miembro de su género. Se encuentra en la plataforma continental del sudeste asiático, desde el este del mar de Andamán hasta Vietnam y Borneo. No suele superar los 15 cm de longitud, por lo que puede ser el pez cartilaginoso más pequeño. La raya dormilona sin aletas es la única raya eléctrica que carece de aletas dorsales. Tiene un disco de aleta pectoral oval que varía de más largo que ancho a más ancho que largo, dependiendo de la edad, y una cola corta y robusta que termina en una aleta caudal corta y profunda. Los márgenes posteriores de las aletas pélvicas presentan dimorfismo sexual, siendo más cóncavos en los machos.
Al igual que otros miembros de su familia, la Temera hardwickii puede generar una descarga eléctrica defensiva a partir de órganos eléctricos emparejados en su disco. Tiene crías vivas, cuyos embriones en desarrollo se alimentan de vitelo. Se ha registrado una camada de cuatro individuos. La Unión Internacional para la Conservación de la Naturaleza (UICN) ha clasificado a la raya dormilona sin aleta como Vulnerable. Esta especie de reproducción lenta es capturada por la pesca intensiva de arrastre de fondo y posiblemente por otras pesquerías en toda su área de distribución, lo que probablemente causa una elevada mortalidad independientemente de si se descarta o se utiliza.

## Taxonomía y filogenia
La Temera hardwickii fue descrita como nueva especie y género por el zoólogo inglés John Edward Gray en un número de 1831 de la revista científica Zoological Miscellany. Su descripción se basaba en dos especímenes recogidos en Penang (Malasia) por el general Thomas Hardwicke y presentados al Museo Británico. De ahí que Gray llamara a la raya Temera hardwickii, o «Temera de Hardwicke». Señaló que el nuevo género estaba más estrechamente relacionado con el género Narke, porque no tiene aletas dorsales, mientras que Narke solo tiene una y otras rayas eléctricas tienen dos. Un estudio filogenético de 2012, basado en la morfología, corroboró la estrecha relación entre Temera y Narke.

## Descripción

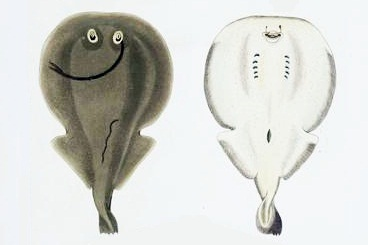
La Temera hardwickii se identifica por carecer de aletas dorsales.

El disco de la aleta pectoral de la Temera hardwickii tiene forma ovalada; es ligeramente más ancho que largo en los adultos, y circular o más largo que ancho en los juveniles. Los ojos, pequeños y saltones, van seguidos inmediatamente por espiráculos de bordes lisos y aproximadamente el mismo tamaño. Un par de órganos eléctricos en forma de riñón son visibles bajo la piel a ambos lados de la cabeza. Entre las pequeñas fosas nasales circulares hay una cortina de piel que llega hasta la boca. Los orificios nasales están unidos a las comisuras de la boca por un par de surcos. La pequeña boca está suavemente arqueada y es protuberante. Los dientes aplanados tienen bases hexagonales y están dispuestos en bandas estrechas. Hay cinco pares de cortas hendiduras branquiales.
Las aletas pélvicas sólo se superponen ligeramente al disco; cada una es larga, ancha y aproximadamente triangular, con márgenes posteriores más cóncavos en los machos que en las hembras. La cola es robusta y mucho más corta que el disco. Única entre las rayas eléctricas, carece de aletas dorsales. La cola termina en una aleta caudal bastante grande, triangular, casi tan larga como ancha, con esquinas redondeadas. La piel carece por completo de dentículos dérmicos. Esta especie es de color marrón claro liso dorsalmente, a veces con marcas más oscuras y manchas blanquecinas, y pálido ventralmente, con amplios márgenes más oscuros en las aletas pectorales y pélvicas. Posiblemente el pez cartilaginoso más pequeño, la raya dormilona sin aletas adulta más pequeña conocida medía sólo 8. Pocos ejemplares superan los 15 cm y se cree que la longitud máxima es de 18 cm, aunque existe un dudoso registro antiguo de un espécimen de 46 cm.

## Distribución y hábitat
El área de distribución de la Temera hardwickii se extiende desde el este del mar de Andamán, cerca de la frontera sur entre Tailandia y Myanmar, a través del estrecho de Malaca hasta Singapur, y hacia el norte hasta Vietnam. Su distribución exacta frente a Tailandia es incierta. Existe un único registro de esta especie en Sarawak, Borneo. Esta especie que vive en el fondo habita en hábitats de sedimentos finos sobre la plataforma continental, tanto en aguas costeras como mar adentro. En el siglo XIX, se decía que abundaba durante todo el año en el estrecho de Malaca.Es localmente común en algunas zonas.

## Biología y ecología

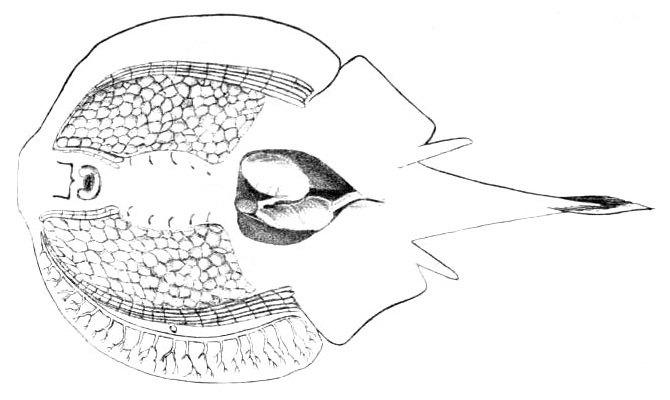
Dibujo de la anatomía seleccionada de la Temera hardwickii; obsérvense los grandes órganos eléctricos a ambos lados del disco.

La Temera hardwickii  puede producir una descarga eléctrica moderada para defenderse de los depredadores. La descarga se origina en los dos órganos eléctricos, cada uno de los cuales mide aproximadamente un tercio de la longitud de la raya. Los órganos consisten en numerosas columnas pentagonales o hexagonales llenas de líquido, que actúan esencialmente como baterías conectadas en paralelo. Esta especie se alimenta probablemente de pequeños invertebrados. La robusta estructura de sus mandíbulas sugiere que puede preferir presas de caparazón duro. Theodore Edward Cantor escribió en un relato de 1850 que esta especie estaba a menudo infestada por diminutos gusanos bajo la piel, a los que denominó «Cysteocercus temerae» y clasificó como «entozoos» (una agrupación obsoleta que incluía acantocéfalos, trematodos, cestodos y nematodos).
La reproducción de la Temera hardwickii  es vivípara, y los embriones se mantienen durante la gestación gracias a un saco vitelino. Existe un único caso de una hembra preñada de 10,5 cm (4,1 pulg.) de longitud que contenía cuatro fetos tardíos de 2,9 cm (1,1 pulg.) de longitud cada uno. Los machos alcanzan la madurez sexual en torno a los 8,2-10,9 cm de longitud y las hembras en torno a los 10,5-14,8 cm.

## Interacción con los humanos
La Temera hardwickii es susceptible a las redes de arrastre de fondo y quizá a otros artes de pesca demersal. Es una captura accidental potencial de las pesquerías que operan en toda su área de distribución, que son especialmente intensas en el mar de Andamán. La mayoría de los individuos capturados son probablemente descartados, aunque se cree que las tasas de supervivencia tras la captura son extremadamente bajas. Además, las capturas de esta especie por parte de pescadores birmanos se venden a menudo en Phuket (Tailandia). Debido a la fuerte presión pesquera dentro de su área de distribución y a su baja tasa de reproducción, la Unión Internacional para la Conservación de la Naturaleza (UICN) ha clasificado a la Temera hardwickii como Vulnerable. No se dispone de datos específicos sobre la población, pero al menos en las costas de Tailandia las poblaciones de rayas eléctricas parecen haber disminuido desde 1975.